# SN 2020fqv
SN 2020fqv var en supernova av typ II som exploderade i mars 2020 i spiralgalaxen NGC 4568, cirka 60 miljoner ljusår från jorden.

## Egenskaper
Explosionen upptäcktes av både Zwicky Transient Facility och Transiting Exoplanet Survey Satellite. Observationer togs upp av Hubbleteleskopet både flera år före men även bara 26 timmar efter att den exploderade, liksom många andra instrument, vilket gav den första riktiga helhetsbilden på en supernovahändelse.
Den exploderande stjärnan beräknades vara en röd superjätte med en radie på 800 ± 100 solradier och en massa på 15 ± 3 solmassor och ganska typisk för typ II supernova-föregångare.